# Passerina montivaga
Passerina montivaga är en tibastväxtart som beskrevs av Bredenk. och A.E.van Wyk. Passerina montivaga ingår i släktet Passerina och familjen tibastväxter. Inga underarter finns listade i Catalogue of Life.